# 雄武軍節度使 (南漢)
雄武軍節度使，五代十国南汉的节度使，治所在韶州（今广东省韶关市）。
南汉建立后，乾和十五年（957年）后，在韶州设立雄武軍節度使，下辖韶州、雄州（今广东省南雄市）。有记载雄武軍節度副使陈亿、雄武軍節度推官阮绍庄。大寶十四年（971年），宋灭南汉。北宋废除雄武軍節度使，韶州、雄州改属清海军节度使。